# Theodor von Heppe (Jurist)
Theodor Christoph Viktor Karl Adolph von Heppe (* 8. April 1801 in Kassel; † 9. November 1865 in Fulda) war ein Jurist und ein Hessen-Kasselischer Regierungspräsident in Fulda.

## Leben

### Herkunft
Von Heppe entstammte einem hessischen Adelsgeschlecht und war der Sohn von Johann Adolf von Heppe (1763–1815) Hessen-Kasselischer Geheimer Kammerrat in Kassel und Franziska Philippine Elisabeth Cnyrim (1779–1821).

### Werdegang
Von 1811 bis 1818 Besuch des Fridericianum in Kassel. 1818 Studium der Rechts- und Kameralwissenschaften an den Universitäten Marburg und 1819 Göttingen. 1821 Regierungsreferendar ohne Stimme an der Kasseler Regierung. Ab Januar 1827 Assessor mit Stimme und ab 1833 Regierungsrat an der Kasseler Regierung. 1838 wurde er provisorischer Polizeidirektor in Hanau und Kommissar bei dem Judenschaftlichen Vorsteheramt für die Provinz Hanau. Sodann als Regierungsdeputierter nach Rinteln versetzt. 1848 Bezirksdirektor des Verwaltungsbezirks in Rinteln. Ab September 1851 Regierungskommissar bei der Rintelner Regierung. 1852 Regierungsdirektor in Fulda.

### Schrift
Mit seiner Schrift von 1826 „Die Verfassung der Städte und der Dorfgemeinden und die Kommunalverwaltung in Hessen“ war er ein Vordenker der kurhessischen Verfassung von 1831.

### Familie
Von Heppe heiratete am 10. Mai 1827 in Kassel Cäcilie Gissot (* 13. März 1802 in Frankenberg (Eder); † 2. Februar 1888 in Kassel), Tochter des Jean Paul Gissot, kaiserlich französischer Oberst, und der Catharina Wilhelmine Metz. Aus der Ehe gingen hervor Adolf von Heppe (1836–1899), königlich Preußischer Wirklicher Geheimer Oberregierungsrat und Regierungspräsident und Karl Georg Franz von Heppe (1846–1916), Landesökonomierat a. D. in Merseburg.